# Diocèse de Facatativá
Le diocèse de Facatativá (en latin : Dioecesis Facatativensis ; en espagnol : Diócesis de Facatativá) est un diocèse de l'Église catholique en Colombie, suffragant de l'archidiocèse de Bogota.

## Territoire

Diocèse de Facatativá

Il comprend également 22 municipalités du département de Cundinamarca : Albán, Bojacá, El Rosal, Facatativá, Funza, Guayabal de Síquima, La Vega, Madrid, Mosquera, Nimaima, Nocaima, Quebradanegra, San Francisco de Sales, Sasaima, Subachoque, Supatá, Tabio, Tenjo, Útica, Vergara, Villeta et Zipacón.
Il possède un territoire d'une superficie de 2 311 km2 divisé en 50 paroisses. Le siège épiscopal est dans la ville de Facatativá où se trouve la cathédrale Notre-Dame-du-Rosaire.

## Historique
Le diocèse est érigé le 16 mars 1962 par la constitution apostolique Summi Pastoris du pape Jean XXIII en prenant une partie de son territoire de l'archidiocèse de Bogota et du diocèse de Zipaquirá.
Par la lettre apostolique Opifera Mater du 27 novembre 1963, Paul VI décrète que la Vierge Marie honorée sous le vocable de Notre-Dame de la Santé est la patronne principale du diocèse. 
En 1971, il restitue quatre paroisses au diocèse de Zipaquirá. Il cède une portion de son territoire le 29 mars 1984 pour l'érection du diocèse de La Dorada-Guaduas. 

## Évêques
- Raúl Zambrano Camader (26 avril 1962 - 18 décembre 1972)
- Hernando Velásquez Lotero (27 avril 1973 - 18 mai 1985)
- Luis Gabriel Romero Franco (15 avril 1986 - 13 novembre 2010)
- Luis Antonio Nova Rocha (13 novembre 2010 - 9 avril 2013)
- José Miguel Gómez Rodríguez (23 février 2015 - 25 avril 2021), nommé archevêque de Manizales
- Pedro Manuel Salamanca Mantilla, depuis le 21 avril 2022